# Velton Ray Bunch
Velton Ray Bunch (Goldsboro, 22 gennaio 1948) è un compositore statunitense.
Ha composto musiche per film e serie televisive, alcune in collaborazione con Mike Post. Ha avuto diverse nomination e un premio come miglior composizione per la serie Star Trek: Enterprise nel 2004.

## Filmografia parziale

### Televisione
- Magnum, P.I., serie TV (1980-1988)
- In viaggio nel tempo (Quantum Leap), serie TV, 83 episodi (1989-1993)
- Walker Texas Ranger (Walker, Texas Ranger), serie TV, 13 episodi (1994)
- JAG - Avvocati in divisa (JAG), serie TV, 6 episodi (1995)
- Oltre i limiti (The Outer Limits), serie TV, 1 episodio (1996)
- Mr. & Mrs. Smith, serie TV (1996-1997)
- Jarod il camaleonte (The Pretender), serie TV, 10 episodi (2000)
- Nash Bridges, serie TV, 6 episodi (2000-2001)
- Star Trek: Enterprise, serie TV, 13 episodi (2002-2005)
- Jack - film TV, regia di Lee Rose (2004)